# Jean Paul Guhel
Jean Paul Guhel (* um 1930; † 1988) war ein französischer Eiskunstläufer, der im Eistanz startete.

## Werdegang
Seine erste Eistanzpartnerin war Fanny Besson. Mit ihr nahm er von 1954 bis 1956 an drei Europameisterschaften und zwei Weltmeisterschaften teil, allerdings ohne eine Medaille zu erringen. Das beste Ergebnis des Paares war der vierte Platz bei den Europameisterschaften 1955 und 1956 und der fünfte Platz bei der Weltmeisterschaft 1956.
Mit seiner zweiten Eistanzpartnerin Christiane Guhel nahm er im Zeitraum von 1958 bis 1962 an Welt- und Europameisterschaften teil. Bei Europameisterschaften gewannen sie 1959 die Bronzemedaille, 1960 und 1961 die Silbermedaille und 1962 in Genf schließlich die Goldmedaille. Bei Weltmeisterschaften errangen sie 1960 die Bronzemedaille und 1962 die Silbermedaille.

## Ergebnisse

### Eistanz
(mit Fanny Besson)
| Wettbewerb / Jahr     | 1954 | 1955 | 1956 |
| --------------------- | ---- | ---- | ---- |
| Weltmeisterschaften   |      | 7.   | 5.   |
| Europameisterschaften | 6.   | 4.   | 4.   |

(mit Christiane Guhel)
| Wettbewerb / Jahr            | 1958 | 1959 | 1960 | 1961 | 1962 |
| ---------------------------- | ---- | ---- | ---- | ---- | ---- |
| Weltmeisterschaften          | 6.   | 6.   | 3.   |      | 2.   |
| Europameisterschaften        | 4.   | 3.   | 2.   | 2.   | 1.   |
| Französische Meisterschaften | 1.   | 1.   | 1.   | 1.   | 1.   |